# Malbo
Malbo est une commune française, située dans le département du Cantal en région Auvergne-Rhône-Alpes.

## Géographie
La commune de Malbo, traversée par le 45e parallèle nord, est de ce fait située à égale distance du pôle Nord et de l'équateur terrestre (environ 5 000 km).
Commune de montagne possédant beaucoup de biens sectionnaires à dominante pastorale, la vallée du Siniq s'écoule vers le nord Aveyron tout proche (4 km).
Le bourg de Malbo est situé à 1 143 m, sur le flanc sud du Plomb du Cantal. La commune est composée de 7 villages : Malbo, Roupons, le Bousquet, Polverelle, Chatour, Lagarrigue, Labro et de 3 hameaux : la Francio, le Capat et Sarrus.

### Communes limitrophes
Les communes limitrophes sont Thérondels, Brezons, Lacapelle-Barrès, Narnhac, Pailherols et Saint-Martin-sous-Vigouroux.
| Pailherols       |                               | Brezons                     |
|                  | Malbo                         |                             |
| Lacapelle-Barrès | Narnhac, Thérondels (Aveyron) | Saint-Martin-sous-Vigouroux |

### Climat
Pour des articles plus généraux, voir Climat d'Auvergne-Rhône-Alpes et Climat du Cantal.
En 2010, le climat de la commune est de type climat de montagne, selon une étude du CNRS s'appuyant sur une série de données couvrant la période 1971-2000. En 2020, Météo-France publie une typologie des climats de la France métropolitaine dans laquelle la commune est exposée à un climat de montagne ou de marges de montagne et est dans la région climatique  Ouest et nord-ouest du Massif Central, caractérisée par une pluviométrie annuelle de 900 à 1 500 mm, maximale en automne et en hiver. 
Pour la période 1971-2000, la température annuelle moyenne est de 7,3 °C, avec une amplitude thermique annuelle de 15 °C. Le cumul annuel moyen de précipitations est de 1 525 mm, avec 13,8 jours de précipitations en janvier et 9 jours en juillet. Pour la période 1991-2020, la température moyenne annuelle observée sur la station météorologique de Météo-France la plus proche, « Le Lioran_sapc »sur la commune de Laveissière à 16 km à vol d'oiseau, est de 7,0 °C et le cumul annuel moyen de précipitations est de 2 129,1 mm,. Pour l'avenir, les paramètres climatiques de la commune estimés pour 2050 selon différents scénarios d'émission de gaz à effet de serre sont consultables sur un site dédié publié par Météo-France en novembre 2022.

## Urbanisme

### Typologie
Au 1er janvier 2024, Malbo est catégorisée commune rurale à habitat très dispersé, selon la nouvelle grille communale de densité à 7 niveaux définie par l'Insee en 2022.
Elle est située hors unité urbaine et hors attraction des villes,.

### Occupation des sols
L'occupation des sols de la commune, telle qu'elle ressort de la base de données européenne d’occupation biophysique des sols Corine Land Cover (CLC), est marquée par l'importance des forêts et milieux semi-naturels (57,1 % en 2018), en augmentation par rapport à 1990 (53,4 %). La répartition détaillée en 2018 est la suivante : 
prairies (41,9 %), milieux à végétation arbustive et/ou herbacée (37,4 %), forêts (19,7 %), zones humides intérieures (0,7 %), zones agricoles hétérogènes (0,3 %). L'évolution de l’occupation des sols de la commune et de ses infrastructures peut être observée sur les différentes représentations cartographiques du territoire : la carte de Cassini (XVIIIe siècle), la carte d'état-major (1820-1866) et les cartes ou photos aériennes de l'IGN pour la période actuelle (1950 à aujourd'hui).

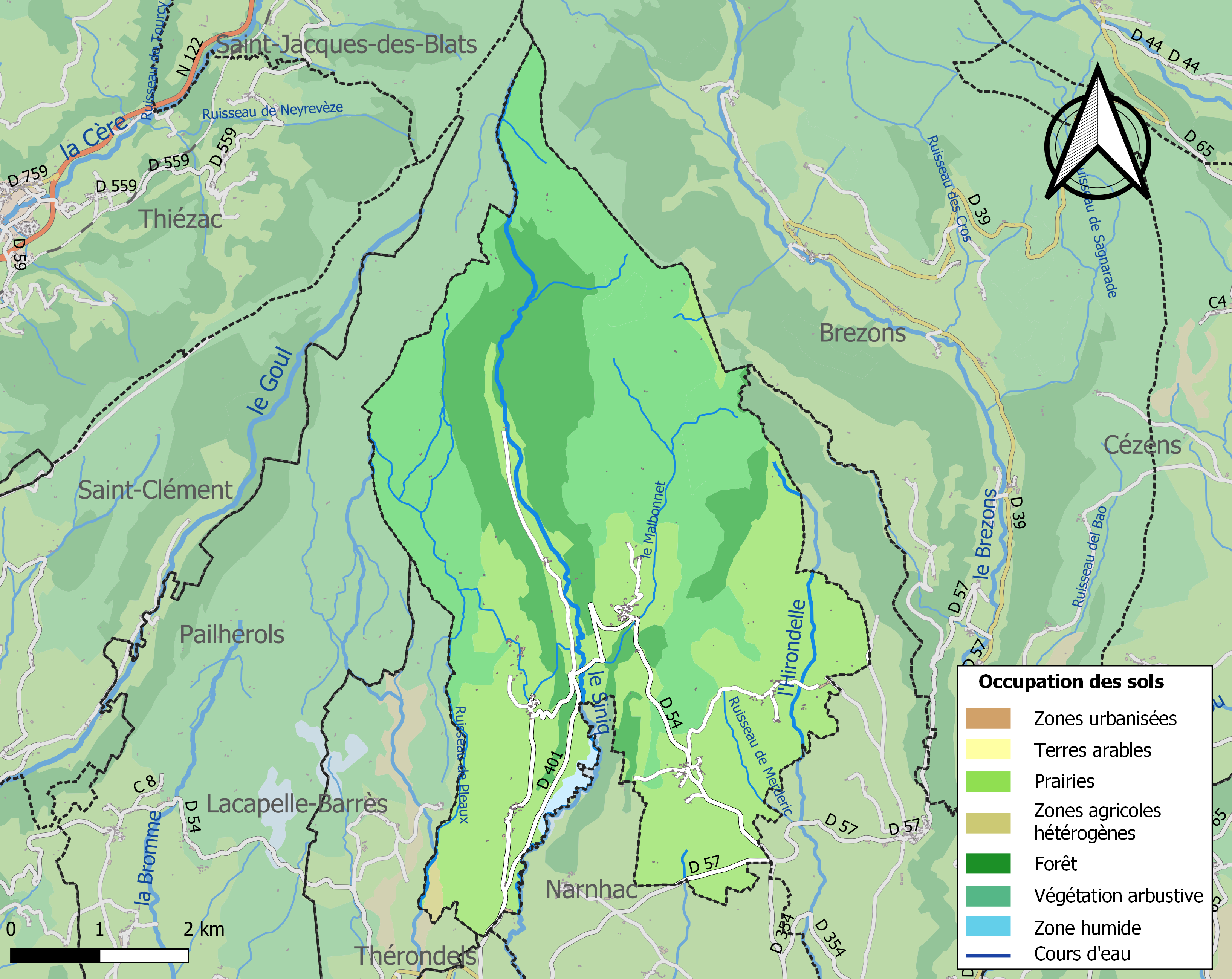
Carte des infrastructures et de l'occupation des sols de la commune en 2018 (CLC).

### Habitat et logement
En 2018, le nombre total de logements dans la commune était de 109, alors qu'il était de 109 en 2013 et de 107 en 2008.
Parmi ces logements, 44 % étaient des résidences principales, 43,1 % des résidences secondaires et 12,8 % des logements vacants. Ces logements étaient pour 98,2 % d'entre eux des maisons individuelles et pour 1,8 % des appartements.
Le tableau ci-dessous présente la typologie des logements à Malbo en 2018 en comparaison avec celle du Cantal et de la France entière. Une caractéristique marquante du parc de logements est ainsi une proportion de résidences secondaires et logements occasionnels (43,1 %) supérieure à celle du département (20,4 %) et à celle de la France entière (9,7 %). Concernant le statut d'occupation de ces logements, 81,3 % des habitants de la commune sont propriétaires de leur logement (77,1 % en 2013), contre 70,4 % pour le Cantal et 57,5 pour la France entière.
| Typologie                                               | Malbo | Cantal | France entière |
| ------------------------------------------------------- | ----- | ------ | -------------- |
| Résidences principales (en %)                           | 44    | 67,7   | 82,1           |
| Résidences secondaires et logements occasionnels (en %) | 43,1  | 20,4   | 9,7            |
| Logements vacants (en %)                                | 12,8  | 11,9   | 8,2            |

## Toponymie
Malbo signifie « mauvais bois » car il est construit à la limite de forêts peuplées autrefois de loups, d’où le nom de « Cassalouts » donné à ses habitants.

## Histoire
Des recherches archéologiques sont en cours dans la commune (et les communes environnantes). Elles ont permis de déceler la présence de très nombreux sites attestant la présence des hommes depuis la préhistoire (Néolithique ancien) (Surmely et al., 2008 ; Nicolas et al., 2012). Un hameau médiéval, sis au lieu-dit Rissergues, à 1285 m d'altitude, a été inscrit au titre des monuments historiques en raison de son intérêt exceptionnel. Il est daté des environs de l'an mil.
Au XIIIe, l’église Saint-Jean-Basptiste de Malbo était le siège d’un prieuré qui fut donné en 1367 à l’archidiacre de la cathédrale de Saint-Flour.
La seigneurie de Malbo dépendait du Carladès appartenant aux Armagnac, elle fut donnée en 1643 à Honoré Grimaldi, prince de Monaco.

## Politique et administration
| Période                                  | Période                       | Identité                 | Étiquette | Qualité              |
| ---------------------------------------- | ----------------------------- | ------------------------ | --------- | -------------------- |
| Les données manquantes sont à compléter. |                               |                          |           |                      |
| 1792                                     | 1793                          | Pierre Rolland           |           |                      |
| 1793                                     | 1801                          | Pierre Rouchès           |           |                      |
| 1801                                     | 1817                          | Gabriel Artis            |           |                      |
| 1817                                     | 1843                          | Jean Rouchez             |           |                      |
| 1843                                     | 1853                          | Gabriel Pierre Rouchez   |           |                      |
| 1853                                     | 1855                          | Pierre Mabit             |           |                      |
| 1855                                     | 1882                          | Jean Rouchès             |           |                      |
| 1882                                     | 1896                          | Pierre Mabit             |           |                      |
| 1896                                     | 1900                          | Casimir Loussert         |           |                      |
| 1900                                     | 1912                          | Prosper Guillaume Lafont |           |                      |
| 1912                                     | 1922                          | Félix Mabit              |           |                      |
| 1922                                     | 1929                          | Antoine Ameilhaud        |           |                      |
| 1929                                     | 1944                          | Jean Chassang            |           |                      |
| 1944                                     | 1947                          | Prosper Rouchès          |           |                      |
| 1947                                     | 1965                          | Jean Chassang            |           |                      |
| 1965                                     | 1971                          | Félix Chassang           |           |                      |
| 1971                                     | 1977                          | Marius Chassang          |           |                      |
| mars 1977                                | mars 2008                     | Louis Pechaud            |           |                      |
| mars 2008                                | mars 2014                     | Jean-Louis Rouches       |           | Menuisier            |
| mars 2014                                | En cours (au 18 juillet 2014) | Louis Pechaud            | DVD       | Agriculteur retraité |

## Population et société

### Démographie
L'évolution du nombre d'habitants est connue à travers les recensements de la population effectués dans la commune depuis 1793. Pour les communes de moins de 10 000 habitants, une enquête de recensement portant sur toute la population est réalisée tous les cinq ans, les populations de référence des années intermédiaires étant quant à elles estimées par interpolation ou extrapolation. Pour la commune, le premier recensement exhaustif entrant dans le cadre du nouveau dispositif a été réalisé en 2008.

En 2022, la commune comptait 89 habitants, en évolution de −11 % par rapport à 2016 (Cantal : −1,08 %, France hors Mayotte : +2,11 %).
| 1793 | 1800 | 1806 | 1821 | 1831 | 1836 | 1841 | 1846 | 1851 |
| ---- | ---- | ---- | ---- | ---- | ---- | ---- | ---- | ---- |
| 742  | 739  | 746  | 710  | 787  | 705  | 714  | 780  | 685  |

| 1856 | 1861 | 1866 | 1872 | 1876 | 1881 | 1886 | 1891 | 1896 |
| ---- | ---- | ---- | ---- | ---- | ---- | ---- | ---- | ---- |
| 631  | 654  | 627  | 630  | 639  | 646  | 729  | 660  | 668  |

| 1901 | 1906 | 1911 | 1921 | 1926 | 1931 | 1936 | 1946 | 1954 |
| ---- | ---- | ---- | ---- | ---- | ---- | ---- | ---- | ---- |
| 552  | 517  | 529  | 524  | 368  | 366  | 361  | 389  | 368  |

| 1962 | 1968 | 1975 | 1982 | 1990 | 1999 | 2006 | 2008 | 2013 |
| ---- | ---- | ---- | ---- | ---- | ---- | ---- | ---- | ---- |
| 341  | 273  | 203  | 186  | 148  | 121  | 123  | 124  | 106  |

| 2018 | 2022 | - | - | - | - | - | - | - |
| ---- | ---- | - | - | - | - | - | - | - |
| 94   | 89   | - | - | - | - | - | - | - |

### Manifestations et évènements
Feu de la Saint-Jean, Festival de l'insolite (fin juillet)
Trois associations : Association des Chasseurs de Malbo, Club des Ainés du Puy Lagarde, Chemins de la Découverte
Berceau de l’Amicale du Pé d’Andel fondée en 1902 par M. AMEILHAUD.
L' acca de chasse de Malbo :
Président : M. Delcher Damien.
. 60 cartes sociétaires
. Une chasse diversifiée du petit au grand gibier.
. Organisation du Field Trial au mois de septembre.
. Territoire riche en faune sauvage et en flore.

## Culture locale et patrimoine

### Lieux et monuments
- Cascade du Capat située au fond de la vallée du Siniq
- La tombe du professeur Jayle : ce célèbre gynécologue dont la famille est originaire de Malbo est enterré sur la butte entre Malbo et Roupon, le puy de la Garde, d'où l'on bénéficie d'une vue exceptionnelle sur le sud Cantal et le nord Aveyron. Il possédait une résidence secondaire, "le Château", à Malbo.
- Église Saint-Jean-Baptiste : gothique sauf le chœur et l’abside plus anciens, à l’intérieur statue de chevalier sans tête en pierre du XVe, retable fin XVIIIe, vitrail très rare représentant une Vierge aux raisins ; à l’extérieur chevet plus ancien avec deux baies de style roman, cinq modillons attestant de la présence romane dont un représentant une tête de loup.

### Personnalités liées à la commune
- Raymond Léopold Bruckberger, dominicain, écrivain.